# Licor de malta

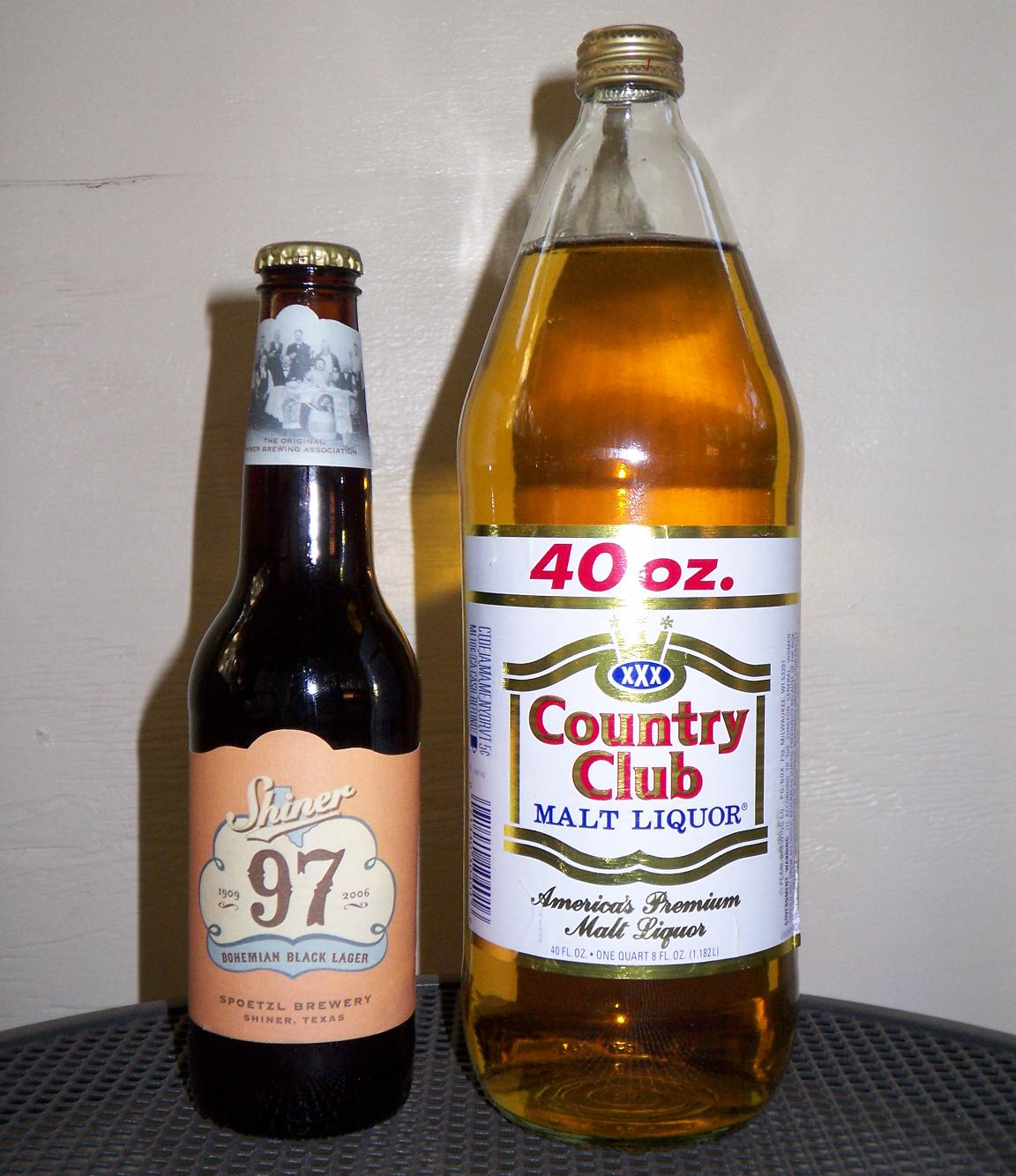
Botella de licor de malta a la derecha

El licor de malta («malt liquor» en inglés) es el término que se emplea para denominar a un tipo de cerveza en boga en Estados Unidos. El término es de origen inglés y en el siglo XVIII se llamaba así a una bebida fermentada. 
En ciertos Estados de Estados Unidos, el término cerveza no se puede aplicar legalmente a toda bebida que tenga más de 5° de alcohol por lo que a estas bebidas se les llama licor de malta. Pero legalmente el término se aplica también a los derivados destilados de la malta de cebada (whisky o bourbon). 
Un licor de malta es por lo tanto una cerveza de baja fermentación con un alto contenido de alcohol, elaborada como una lager rubia (estadounidense). A menudo está disponible en botellas de gran capacidad.
El licor de malta es generalmente de color paja a ámbar pálido. Mientras que la cerveza típica está hecha de cebada, agua y lúpulo, los licores de malta tienden a usar mucho más complementos como el maíz, el arroz o la dextrosa. El uso de estos añadidos, junto con la adición de enzimas especiales, da como resultado un mayor porcentaje de alcohol que una cerveza promedio. Las versiones de alcohol más altas a veces denominadas "HG", pueden contener altos niveles de alcoholes de fusel que emiten aromas y sabores similares a los de los disolventes o combustibles.